# Ken Norton, Jr.
Pour les articles homonymes, voir Norton.
Cet article concerne le joueur de football américain. Pour son père boxeur, voir Ken Norton.
(en) Statistiques sur pro-football-reference
Kenneth Howard Norton, Jr., dit Ken Norton, né le 29 septembre 1966 à Jacksonville dans l'Illinois, est un joueur américain de football américain devenu entraîneur.
Linebacker, il a joué entre 1988 et 1993 aux Cowboys de Dallas et entre 1994 et 2000 aux 49ers de San Francisco en National Football League (NFL).
Entraîneur spécialiste des linebackers, il a encadré les Trojans d'USC en National Collegiate Athletic Association (NCAA) et, depuis 2010, les Seahawks de Seattle.
Il est le fils du boxeur Ken Norton.